# Hydrodamalinae
Sous-famille
Les Hydrodamalinae sont une sous-famille de siréniens qui ne comprend actuellement qu'un seul genre et qu'une seule espèce, aujourd'hui disparue :
- Hydrodamalis Retzius, 1794 †
  - Hydrodamalis gigas (Zimmermann, 1780) † — Rhytine de Steller

## Publication originale
(en) Theodore Sherman Palmer, « The Earliest Name for Steller's Sea Cow and Dugong », Science, New series, Lincoln, vol. 2, no 40,‎ 4 octobre 1895, p. 449-450 (lire en ligne, consulté le 17 mars 2019).